# قائمة الصراعات في الجزائر

خريطة توضح الموقع الحالي لجمهورية الجزائر الديمقراطية الشعبية مع شمال أفريقيا

قائمة الصراعات في الجزائر مرتبة ترتيباً زمنياً من العصور القديمة إلى الحديثة. تشمل هذه القائمة أنواع الحروب الوطنية والدولية، بما في ذلك: حروب الاستقلال، وحروب التحرير، وحروب استعمارية، وحروب غير معلنة، وحروب بالوكالة، والنزاعات الإقليمية، والحروب العالمية. قد تكون مدرجة أيضا أي معركة وقعت داخل أراضي ما يعرف اليوم باسم «جمهورية الجزائر الديمقراطية الشعبية» قد تكون هناك أيضًا الاضطرابات المدنية العنيفة المدرجة مثل: أعمال الشغب وإطلاق النار والقتل المفاجئ والمذابح والهجمات الإرهابية والحروب الأهلية. قد تحتوي القائمة أيضًا على: التضحية البشرية والانتحار الجماعي والإبادة الجماعية.

## العصور القديمة

### الإمبراطورية القرطاجية

خريطة متحركة تظهر التغييرات في أراضي كل من جمهورية روما وإمبراطورية قرطاج أثناء الحروب البونيقية، من 264 ق.م إلى 146 ق.م
أراضي الإمبراطورية القرطاجية.
أراضي الجمهورية الرومانية

- الحروب البونيقية 264 ق.م - 146 ق.م

### مملكة نوميديا
- حرب يوغرطة 112 ق.م - 106 ق.م
  - حصار تالة 111 ق.م - 104 ق.م
  - معركة سوتول 110 ق.م
  - معركة موثول 108 ق.م

### مقاطعة أفريكا الرومانية
- مايو 430م فرضت مملكة الوندال حصارا على مدينة هيبون[1]
- أكتوبر 431م سقطت هيبون للوندال[2]
- 439م جنسريق يكسر المعاهدة بين الوندال والإمبراطورية الرومانية عندما كان يغزو مقاطعة أفريكا[3]

## العصور الوسطى

### المملكة الوندالية

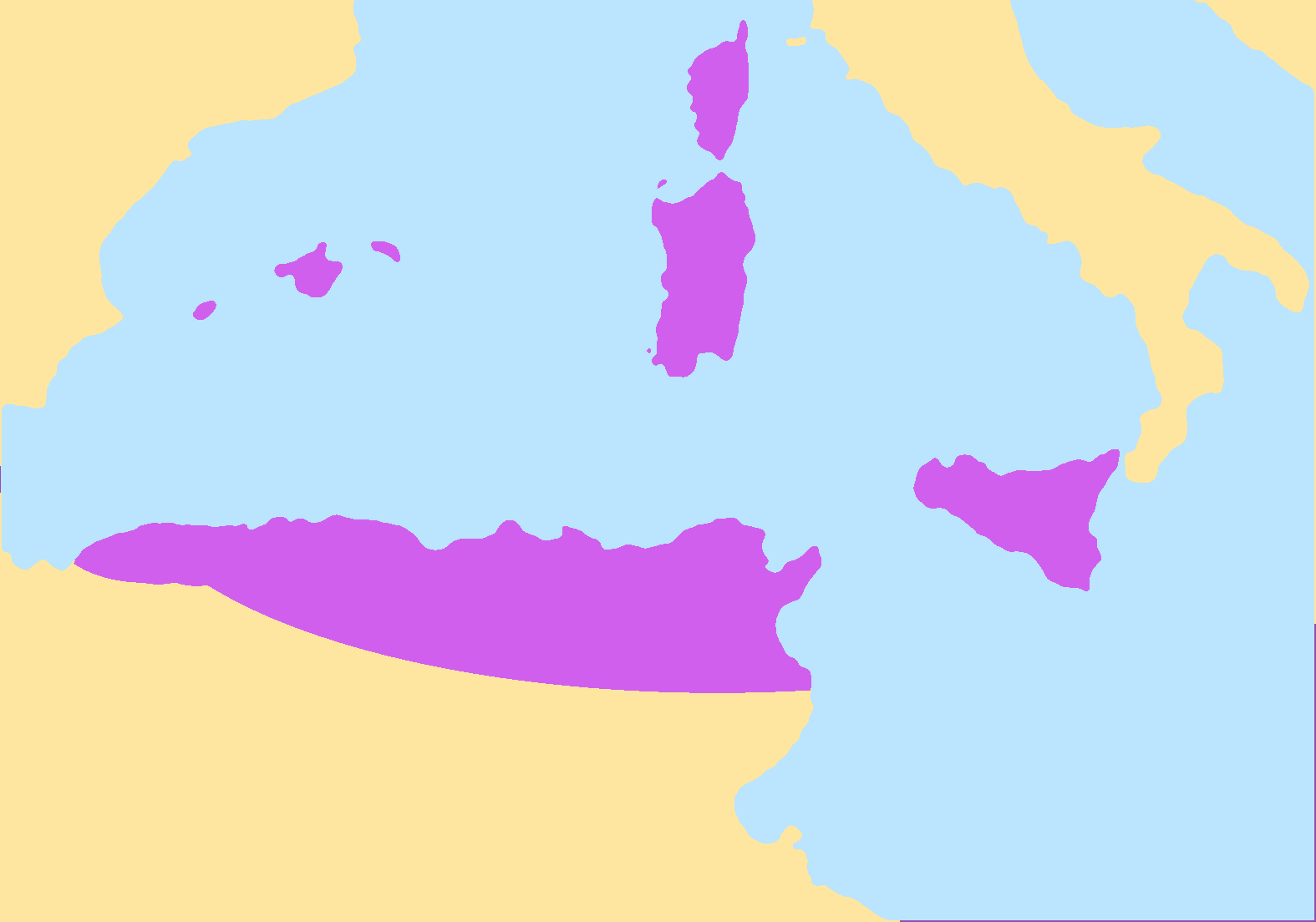
خريطة تظهر المملكة الوندالية في اقصى اتساع لها سنة 476.

- يونيو 533م - مارس 534م حرب فندالية

### ولاية أفريقيا الإمبراطورية
- 534م - 577م الحروب المغاربية
  - 534م الانتفاضة المغربية الأولى
  - 544م الانتفاضة المغربية الثانية

### إكسرخسية قرطاج
- 647م - 709م الفتح الإسلامي للمغرب

### الخلافة الراشدة

الخلفاء الأربعة الأوائل (أبو بكر وعمر وعثمان وعلي ، حكم لمدة تسعة وعشى رون عامًا من 632 م - 661 م) بعد وفاة محمد ، وصولاً إلى الفتنة الأولى (من 658 م - 661 م.) المرحلة المنقسمة تتعلق بعهد الخليفة علي
مناطق الخلافة الراشدة.
دول تابعة للخلافة الراشدة.
مناطق تحت سيطرة معاوية بن أبي سفيان خلال الفتنة الأولى (656م - 658م)
مناطق تحت سيطرة عمرو بن العاص في الفتنة الأولى (656م - 661م

.
- 647م - 709م الفتح الإسلامي للمغرب
- 656م - 661م الفتنة الأولى

### الخلافة الأموية
- 680م - 692م الفتنة الثانية
- 744م - 746م الفتنة الثالثة

### الخلافة العباسية
- 809م - 827م الفتنة الرابعة

### الإماراتالزيريةوالحمادية
- الغزو الهلالي لشمال أفريقيا

### الدولة المرابطية
- 1053م - 1080م الفتح المرابطي لشمال أفريقيا

### الخلافة الموحدية
- 1160م ضم أفريقيا للخلافة الموحدية[4]

### مملكة تلمسان
- 1235م - 1248م معركة وجدة
- 1299م - 1307م حصار تلمسان
- 1313م الفتح الزياني للجزائر
- 1326م حصار بجاية
- 1329م معركة الرياس وفتح أفريقية
- 1335م - 1337م حصار تلمسان (1335 - 1337)
- 1366م حملة بجاية
- 1501م معركة المرسى الكبير
- 1505م سقوط المرسى الكبير على يد الإسبان
- 1507م معركة المرسى الكبير
- 1509م الغزو الإسباني لوهران
- 1510م حصار الجزائر
- 1510م حصار مستغانم
- 1518م سقوط تلمسان
- 1535م الحملة الإسبانية على تلمسان
- 1543م الحملة الإسبانية لاستعادة تلمسان
- 1551م حملة تلمسان
- 1557م حملة تلمسان

## العصر الحديث
- 1516م فتح الجزائر
- 1518م سقوط تلمسان
- 1529م فتح حصن الصخرة
- 1541م معركة الجزائر
- 1551م حملة تلمسان
- 1552م حملة توغرت
- 1556م حصار وهران
- 1557م حملة تلمسان
- 1558م معركة مستغانم
- 1627م الحرب التونسية الجزائرية
- 1664م حملة دجيلي
- 1681م - 1688م الحرب الفرنسية الجزائرية
- 1692م معركة ملوية
- 1693م حصار وهران
- 1699م - 1702م حرب المغرب
  - 1699م - 1700م حملة معسكر
  - 1699م - 1700م حملة قسنطينة
  - 1700م معركة جامع العلماء
  - 1701م معركة الشلف
- 1705م الحرب التونسية الجزائرية
- 1707م حملة وهران
- 1707م - 1708م حصار وهران
- 1735م الحرب التونسية الجزائرية
- 1756م الحرب التونسية الجزائرية
- 1769م - 1772م الحرب الدانماركية الجزائرية
- 1775م - 1785م الحرب الإسبانية الجزائرية
  - 1775م غزو الجزائر
  - 1783م قصف الجزائر
  - 1784م قصف الجزائر
- 1790م - 1792م حصار وهران
- 1807م الحرب التونسية الجزائرية
- 1816م قصف الجزائر
- 1830م غزو الجزائر
  - 1830م معركة سطاوالي

### إمارة عبد القادر
- 1832م معركة خنغ نيتاه
- 1835م معركة سيق، معركة المقطع، معركة معسكر
- 1836م معركة هبرة، معركة تلمسان، معركة السقاق
- 1837م معركة بودواو الأولى، معركة الثنية، معركة الرغاية، معركة دليس.
- 1839م معركة ميتجدة
- 1840م معركة مازغران
- 1842م معركة بني مراد
- 1843م معركة الزمالة
- 1844م معركة دليس الثانية
- 1845م معركة سيدي إبراهيم
- 1846م معركة يسر
- 1847م معركة واد أسلاف، معركة أرقيدين

### بايلك قسنطينة
- 1832م معركة عنابة
- 1833م معركة بجاية الأولى
- 1835م معركة بجاية الثانية
- 1836م معركة قسنطينة
- 1837م حصار قسنطينة
- 1842م معركة عين روميل
- 1842م معركة جبل بو طالب

### الاستعمار الفرنسي للجزائر

خريطة متحركة تظهر نمو وسقوط الإمبراطورية الاستعمارية الفرنسية، (1550-2007).

- 1830م - 1903م الغزو الفرنسي للجزائر
  - 1871م ثورة المقراني
- 1881م الغزو الفرنسي لتونس

### فرنسا الفيشية

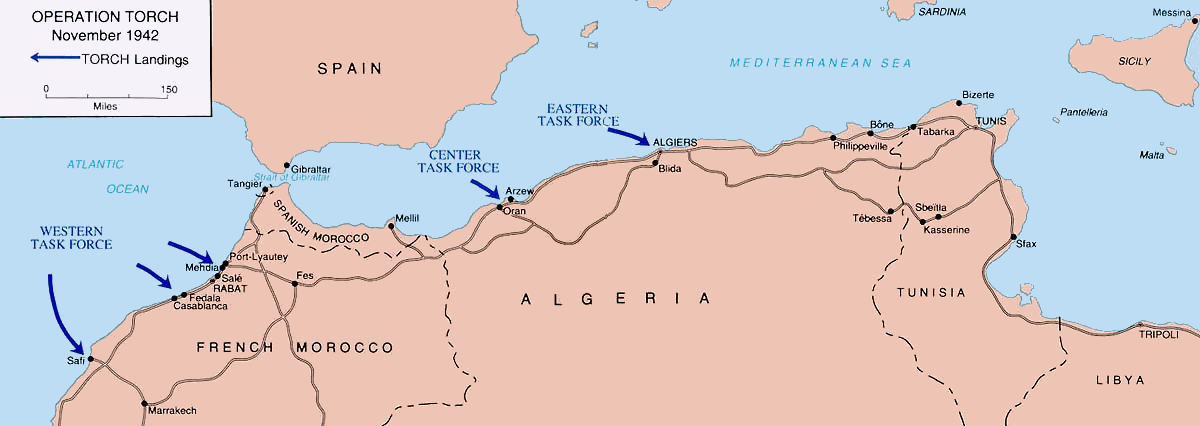
خريطة تظهر مواقع هبوط الحلفاء على أراضي الجزائر خلال عملية الشعلة في سنة 1942

- 1939م - 1945م الحرب العالمية الثانية
  - 1940م - 1945م مسرح عمليات المتوسط والشرق الأوسط في الحرب العالمية الثانية
    - 1940م - 1943م حملة شمال أفريقيا
      - 1942م عملية الشعلة
        - 1942م العملية الاحتياطية
        - 1942م عملية المحطة
- 1945م مجازر 8 مايو

### الاستعمار الفرنسي الثاني للجزائر
- 1954م - 1962م حرب التحرير الجزائرية
  - 1954م توسان روج
  - 1955م معركة بوكركر، عملية فيرونيك، معركة فيليب فيل
  - 1956م عملية العصفور الأزرق
  - 1956م - 1957م معركة مدينة الجزائر
  - 1957م معركة أجونيندا، معركة قدارة
  - 1958م معركة سوق أهراس الكبرى

### الحكومة الجزائرية المؤقتة
- 1954م - 1962م حرب التحرير الجزائرية
  - 1958م أزمة مايو
  - 1959م - 1960م عملية المناظير
  - 1961م انقلاب الجزائر
  - 1962م معركة باب الوادي

### الجمهورية الجزائرية الديمقراطية الشعبية
- 1963م حرب الرمال
- 1980م الربيع الأمازيغي
- 1988م أحداث 5 أكتوبر
- 1991م - 2002م الحرب الأهلية الجزائرية
  - 1997م مجزرة ثاليت، مجزرة حوش خميستي، مجزرة ضاية لبقور، مجزرة سي زروق، مجزرة أولاد الحد مزوارة، مجزرة صوحان، مجزرة بني علي، مجزرة الرايس، مجزرة بني مسوس، مجزرة قلب الكبير، مجزرة بن طلحة، مجزرة سيدي العنتري، مجازر ولاية غليزان
- 2002م - الحاضر التمرد في المغرب العربي
  - 2013م أزمة الرهائن بعين أميناس
  - 2010م - 2012م الاحتجاجات الجزائرية 2011